# Władimir Barkowski
Władimir Borisowicz Barkowski, ros. Владимир Борисович Барковский (ur. 3 października?/16 października 1913, zm. 21 lipca 2003) – pułkownik radzieckiego wywiadu, m.in. szef Pionu X odpowiedzialnego za wywiad naukowo-techniczny w radzieckiej rezydenturze w Londynie.

## Życiorys
W 1939 roku ukończył Moskiewski Instytut Obrabiarek i Narzędzi. W tym samym roku zwrócił na niego uwagę wywiad radziecki poszukujący nowych kandydatów do pracy w wyniszczonym czystkami z lat 1937–1938 NKWD. Barkowski został skierowany do nowo utworzonej szkoły zadań specjalnych (Szkoła Specjalnego Przeznaczenia, SZON), która szkoliła przyszłych oficerów radzieckiego wywiadu. Wyszkolony został jako specjalista do spraw naukowo-technicznych. Szkolenie ukończył w tym samym czasie co Paweł Fitin, który jeszcze w tym samym roku został szefem wywiadu, Oddziału Zagranicznego NKWD INO, co zapewne wpłynęło na dalszą karierę Barkowskiego, gdyż znali się nawzajem. Po ukończeniu szkoły zwrócił na niego uwagę Paweł Sudopłatow, wówczas wysoki oficer wywiadu NKWD i w 1941 roku wysłał go do londyńskiej rezydentury Ludowego Komisariatu Bezpieczeństwa Państwowego, gdzie pracował jako specjalista naukowo-techniczny.
Jesienią 1941 roku został przydzielony do grupy oficerów zajmujących się zbieraniem informacji o badaniach nad bombą atomową w Wielkiej Brytanii. Podczas pobytu w Londynie Barkowski zajmował się m.in. analizą materiałów dostarczonych przez tzw. Siatkę Szpiegowską Cambridge. Wtajemniczenie go w sekrety atomowe było równoznaczne z wprowadzeniem w niewielki krąg uprzywilejowanych oficerów wywiadu, znanych jako szpiedzy atomowi. Zajmował się także prowadzeniem i werbowaniem agentów. Pod koniec swojego pobytu w Wielkiej Brytanii został szefem Pionu X odpowiedzialnego za wywiad naukowo-techniczny w radzieckiej rezydenturze w Londynie.
Za służbę w wywiadzie został odznaczony wieloma orderami, m.in. Czerwonego Sztandaru, Czerwonego Sztandaru Pracy, Czerwonej Gwiazdy, „Znak Honoru”, oraz medalami. W latach 70. wykładał w akademii KGB, noszącej kolejno nazwy Wyższa Szkoła Wywiadu (kryptonim Szkoła Nr 101), Instytut Czerwonego Sztandaru oraz Instytut im. Andropowa.
Zmarł w 2003 roku.